# Landlibell

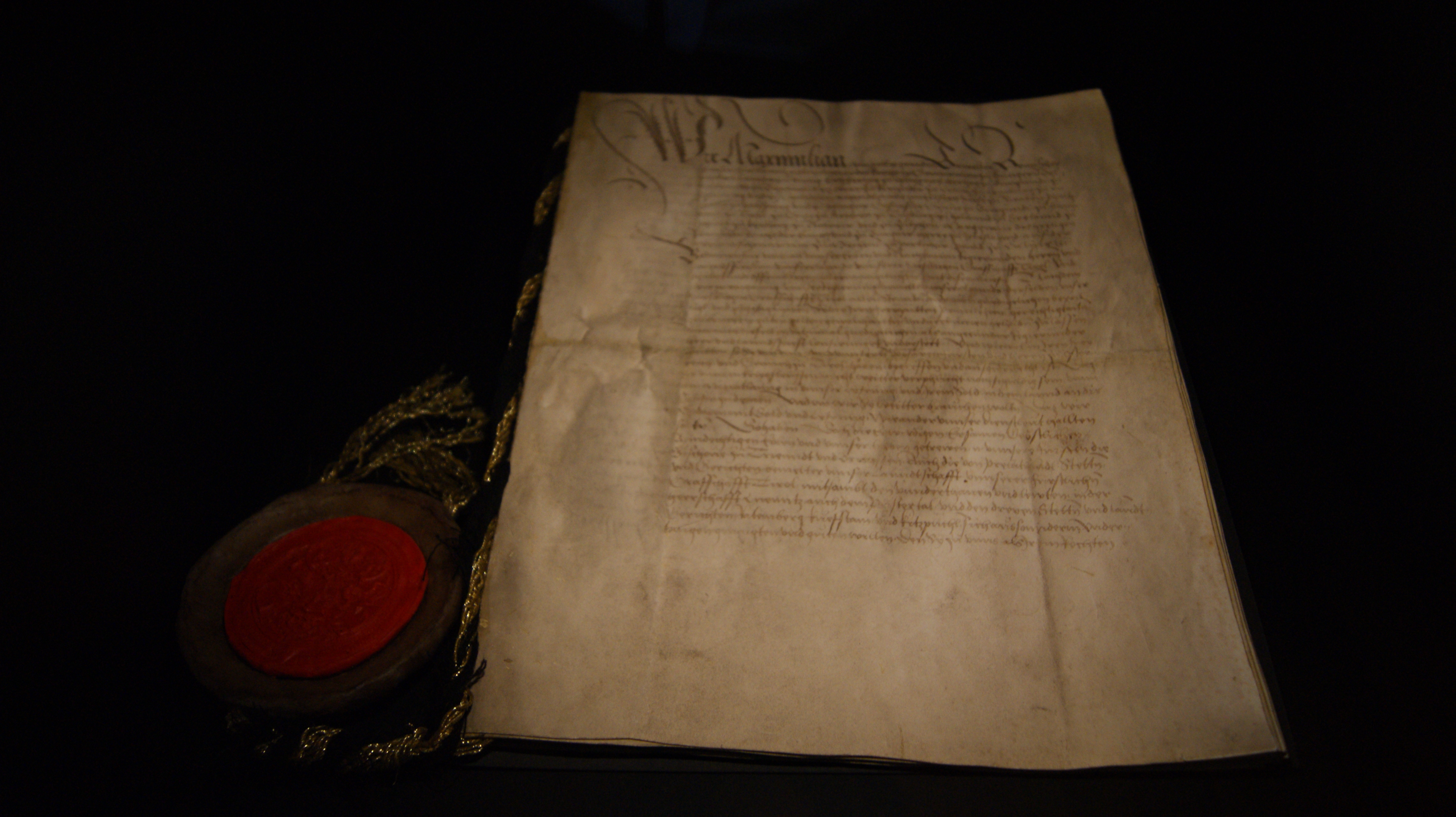
Il Landlibell emanato dall'imperatore Massimiliano I d'Asburgo del 1511.
Parte della costituzione statale tirolese

Il Landlibell, conosciuto anche come Libello dell'Undici, è un documento redatto dalla Dieta del Tirolo a Innsbruck il 23 giugno 1511.

## Etimologia
Il termine Libell proviene dalla lingua latina e significa letteralmente "libello", ovvero "libretto", o "quadernetto", dato che effettivamente così si presentava, una pergamena emessa con il sigillo imperiale dell'imperatore Massimiliano I d'Asburgo del 1511, parte della costituzione tirolese.

## Storia

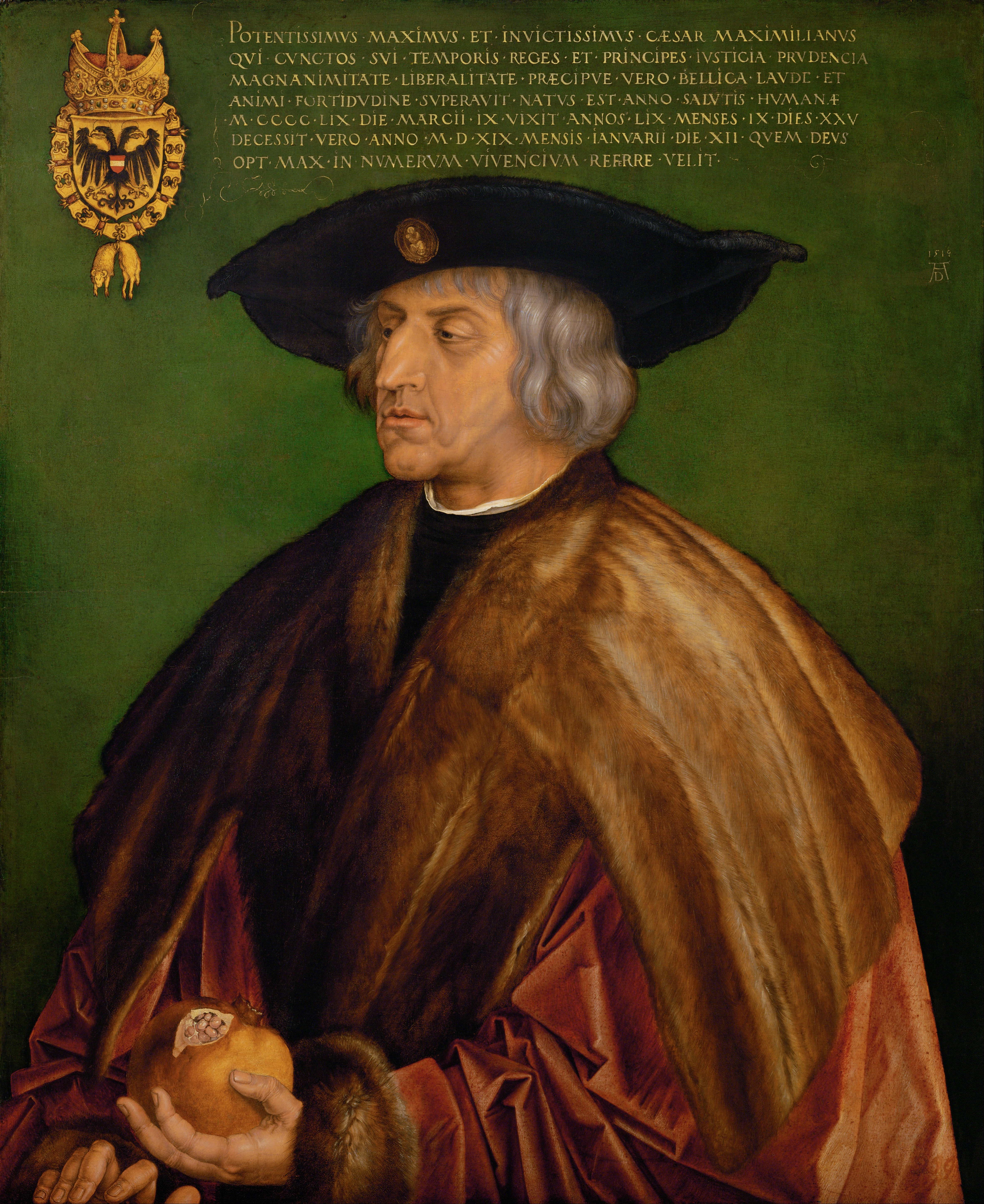
Massimiliano I d'Asburgo

### Origini
Tale atto di confederazione regolava le questioni di carattere militare tra il Principato vescovile di Trento e quello di Bressanone (assieme ai suoi organi principali quali ad esempio il capitolo del duomo, il magistrato consolare, l'aristocrazia e le comunità di valle) con la Contea del Tirolo (anch'essa con i suoi organi principali, ad esempio l'aristocrazia locale, il clero, le varie città e le comuni rurali). Il garante di questo importante documento era Massimiliano I d'Asburgo incoronato imperatore a Trento nel 1508. Egli si assicurò che l'accordo sulla difesa territoriale e la distribuzione degli incarichi a questa direttamente connessi venisse rispettato; si trattava dunque di un accordo di carattere militare che stabiliva il numero di contadini e coloro che per qualche diritto appartenevano ai ceti superiori di attivarsi per un'eventuale invasione territoriale. 
Sin dall'inizio tali norme regolarono i contributi economici che andavano a sostituire gli aiuti di tipo militare; ciò facendo fece crescere il gettito fiscale nei confronti della camera di Innsbruck. Così procedendo si crearono forti legami tra le due parti ma anche forti tensioni. Infatti il Landlibell, per quanto fosse un documento scritto in maniera comprensibile ai più, conteneva ambiguità che provocarono incomprensioni nei secoli successivi. Per circa trecento anni la storia del Tirolo fu determinata negli ambiti della vita politica, economica e sociale, da tali norme.

### Struttura
Composta da una milizia volontaria locale, la componente militare per la difesa territoriale era composta da due gruppi:
- la Aufgebot (una sorta di milizia quasi permanente), suddivisa in unità amministrative, dove a seconda della minaccia consisteva in una forza progressivamente composta da 5.000, 10.000, 15.000, 20.000 uomini;
- la Landsturm (una sorta di riserva della popolazione, nel modo in cui la base del sistema di milizia austriaca ad oggi), in caso di un'invasione improvvisa da parte del nemico tutti gli uomini validi sopra i 18 fino all'età di 60 anni dovevano essere richiamati alle armi attraverso il suono delle campane o l'accensione di fuochi di segnalazione.

Il Landlibell inoltre conteneva il fatto che la Aufgebot e il Landsturm dovevano solo fornire un servizio di guerra all'interno dello Stato del Tirolo e che nessuna guerra poteva essere iniziata senza l'approvazione del Tirolo stesso, sia che provenissero da nord come da sud. Tale norma avrebbe potuto creare importanti problemi di tipo logistico e tattico per la stabilità dell'impero. Inoltre poteva rappresentare un pericoloso precedente dato che l'Impero asburgico era costituito da domini molto eterogenei.
Le armi in generale dovevano essere procurate dall'armeria di Innsbruck, che forniva armi e attrezzi vari. Ciò comportò quindi anche il diritto ad ognuno di portare un'arma con sé per protezione. Originariamente solo un terzo dei membri era dotato di armi da fuoco, il resto doveva armarsi con lance, pale, assi e zappe.

### Controversie
Il 13 maggio 1525 Michael Gaismair (1490–1532) venne nominato capitano durante la rivolta contadina in Tirolo e nel Salisburghese. Egli subito convocò la dieta provinciale per il giugno successivo a Innsbruck dove richiese al reggente della Contea del Tirolo, l'arciduca Ferdinando I d'Asburgo una serie di concessioni:
- eguaglianza di fronte alla legge e redazione di una raccolta di leggi civili e penali;
- abolizione dei privilegi della nobiltà;
- elezione dei giudici e loro pagamento, in modo che fossero indipendenti dall'esazione di pene pecuniaria;
- abolizione del potere della chiesa, tramite:
  - l'elezione dei parroci;
  - la destinazione delle decime unicamente a opere di carità.

La dieta terminò con un compromesso, ma nell'agosto del 1525 Ferdinando I fece arrestare Gaismair a Innsbruck, cancellò tutte le sue assicurazioni, e represse militarmente la rivolta contadina.

### Ulteriori sviluppi
Già nel 1605 vi fu un cambiamento al regolamento dove fu modificato il numero delle chiamate, da cinque a tre: 10.000, 15.000 e 20.000 uomini.
Claudia de' Medici, nel 1636, introdusse una riforma al sistema difensivo territoriale previsto dal Landlibell, sostituendo le tre chiamate alla leva con una "milizia territoriale" di quattro reggimenti di circa 2.000 uomini tra i 24 e i 45 anni. Ogni reggimento era formato da sei compagnie.
Fu durante il regno dell'imperatore Leopoldo I, nel 1704, che il Landlibell venne emendato nuovamente, andando a costituire 12 compagnie di tiratori scelti o tiratori al bersaglio (gli equivalenti dei bersaglieri): gli Schützen, che avevano la caratteristica di essere obbligati ad allenarsi costantemente presso i poligoni di tiro o casini di bersaglio presenti sul territorio dapprima con l'archibugio ed in seguito anche con successive armi da fuoco.
Il corpo degli Schützen venne quindi fondato ufficialmente durante il regno dell'imperatore Leopoldo I d'Asburgo nel XVII secolo, mentre quella che prima era la milizia territoriale veniva sostituita con gli "Schützen territoriali" o Scharfschützen, un corpo che si poneva accanto agli Schützen sopra descritti.
Il Landlibell ha passato l'evoluzione dal Sacro Romano Impero, poi a quello austriaco ed infine a quello austro-ungarico lasciando dietro di sé importanti sviluppi nei settori della vita politica, economica e sociale. La validità finì quindi con l'inizio della prima guerra mondiale dove infatti le truppe provenienti dal Tirolo furono utilizzate anche su altri fronti.

### Conseguenze
Con l'avvento del nazionalismo romantico nel XIX secolo, il Landlibell, assieme al personaggio storico Andreas Hofer, divenne uno dei miti fondanti della "Heimat"  tirolese. La difesa territoriale, se pur riveduta, fu mantenuta fino al crollo dell'Impero asburgico a seguito della prima guerra mondiale.